# Setge de Nicea (1331)
El Setge de Nicea per les forces d'Osman I entre el 1328 i el 1331 sobre Nicea va ser el resultat de la conquesta d'una ciutat romana d'Orient clau per als turcs otomans. Va tenir un paper important en l'expansió de l'Imperi Otomà.

## Antecedents
Després de la reconquesta de Constantinoble pels llatins, els romans d'Orient van concentrar els seus esforços en la restauració del seu domini sobre Grècia. Es van haver de treure tropes des del front oriental d'Anatòlia, per portar-les al Peloponès, amb la desastrosa conseqüència que les terres que l'Imperi tenia a Anatòlia estaven exposades a les incursions otomanes. Amb les freqüents i ferotges incursions en augment, l'autoritat imperial romana es va esvair d'Anatòlia.

## Setge
El 1326, les terres al voltant de Nicea havien caigut en mans otomanes, i aquests havien capturat la ciutat de Bursa, en què es va establir una capital perillosament prop de la capital romana d'Orient de Constantinoble. El 1328, Orhan, fill d'Osman I, va començar el setge de Nicea, que estava en un estat de bloqueig intermitent des de 1301. Els otomans no tenien la capacitat per controlar l'accés a la ciutat pel port del llac. Com a resultat, el setge es va prolongar durant diversos anys sense resoldre's.
El 1329, l'emperador Andrònic III va intentar trencar el setge. Va dirigir una força de socors contra els otomans de Nicomèdia i Nicea. Després d'alguns petits èxits, però, l'exèrcit va patir un revés a Pelecà i va haver de retirar-se. Quan va quedar clar que l'exèrcit imperial no seria capaç de restaurar la frontera i expulsar els otomans, la ciutat va caure el 1331.

## Llegat
Nicea havia estat en mans turques abans. Va ser reconquerida a la Primera Croada —Setge de Nicea (1097)—, a través de la diplomàcia romana d'Orient, el 1097. Havia servit com la capital dels emperadors grecs durant el període de l'Imperi Llatí de 1204-1261. Era la ciutat més important de l'imperi a Àsia en el moment de la seva caiguda davant Orhan. No hi va haver intents croats de tornar a prendre-la.
Orhan concedí suport financer a Nicea, que era la ciutat natal d'una de les seves mullers. L'historiador romà Nicèfor Gregoràs narra que el soldà també permeté el trasllat de dues relíquies de santes, diverses icones i alguns manuscrits a Constantinoble a canvi d'un rescat. Molts nicens cristians se n'anaren a viure a Constantinoble. Els que restaren a Nicea no trigaren a començar a convertir-se a l'islam, com ho demostren dues cartes enviades pel patriarca de Constantinoble el 1339 i el 1340, en les quals els exhortava a tornar al cristianisme.
Les conquestes otomanes van continuar el seu curs i Nicomèdia va caure el 1337.